# Sigurd Munn
Sigurd Munn, eller Sigurd Haraldsson (født 1135, død 1155) var søn af kong Harald Gille. 
Sigurd Munn blev konge af Norge i 1136 sammen med broderen Inge Krokrygg, fra 1142 blev den ældre bror Øystein Haraldsson også konge. Sigurd Munn blev dræbt i 1155 under et forsøg på at styrte kong Inge Krokrygg. 
1. ↑  Navnet er anført på engelsk og stammer fra Wikidata hvor navnet endnu ikke findes på dansk.
2. ↑  Navnet er anført på engelsk og stammer fra Wikidata hvor navnet endnu ikke findes på dansk.
3. ↑  Navnet er anført på engelsk og stammer fra Wikidata hvor navnet endnu ikke findes på dansk.